# Água salina

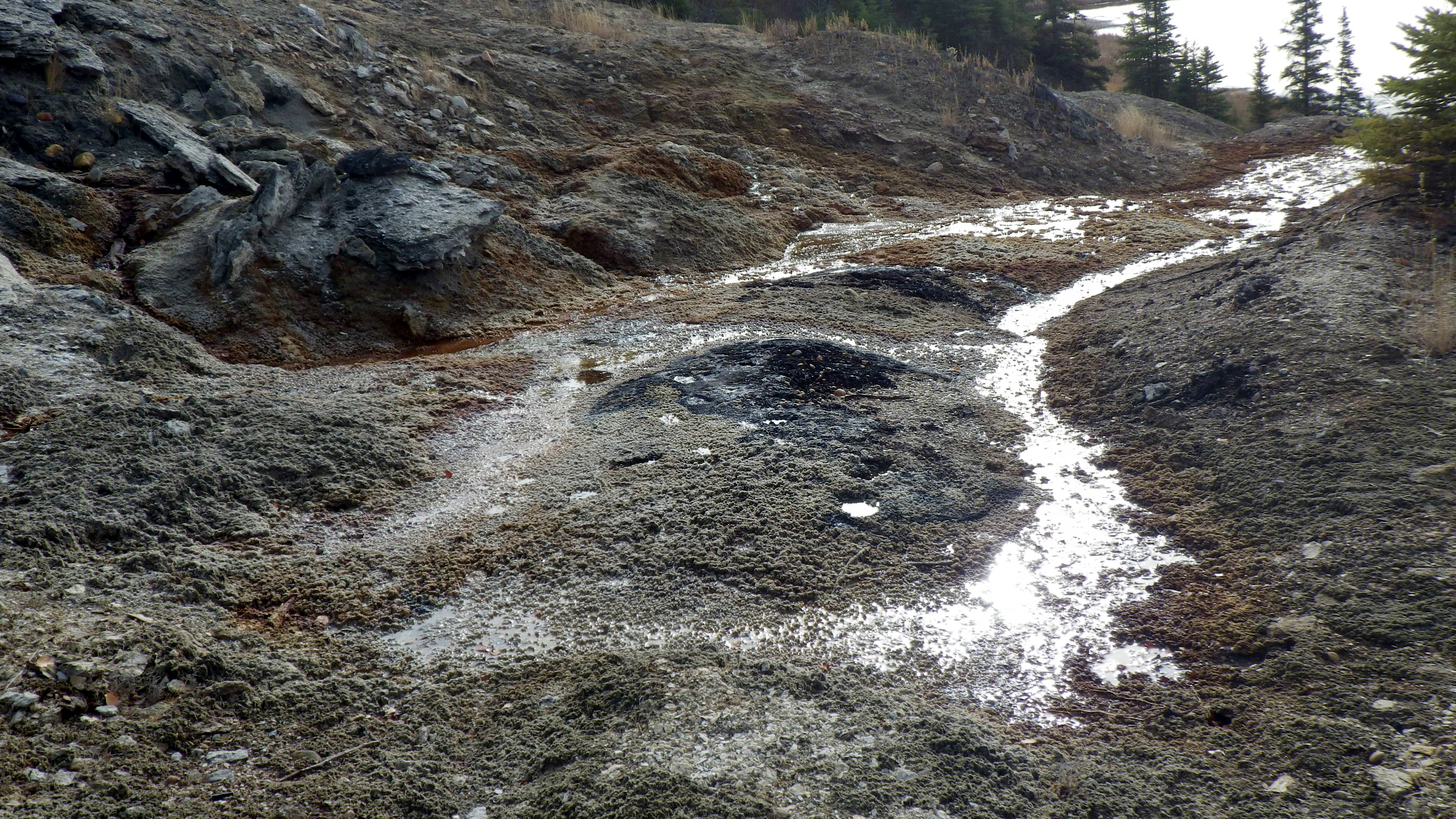
Nascente de água salina (é possível visualizar a pegada de animais que utilizam a nascente para obter sal)

Água salina é um termo geral para água que contém uma concentração significativa de sais dissolvidos. A concentração é geralmente expressa em partes por milhão (ppm) de sal. O termo geralmente reserva-se a concentrações acima de 1000 ppm. A concentração de sais na água afeta diretamente sua condutividade elétrica: quanto mais íons dissolvidos, maior a condutividade elétrica (sob temperatura constante).